# St.-Cäcilia-Gymnasium Marijampolė
Das St.-Cäcilia-Gymnasium Marijampolė (lit. Marijampolės šv. Cecilijos gimnazija) ist ein nicht staatliches allgemeinbildendes Gymnasium und eine Konfessionsschule mit dem besonderen Bildungsschwerpunkt Musik und Kunst (Musisches Gymnasium) in der litauischen Stadt Marijampolė. Der Träger der Schule ist das Christliche Kulturzentrum vom römisch-katholischen Bistum Vilkaviškis (lit. Vilkaviškio vyskupijos Krikščioniškosios kultūros centras). Alle Schüler bekommen eine zusätzliche künstlerische Ausbildung, es gibt unterschiedliche künstlerische Kollektive und Gruppen.

## Geschichte
Am 1. September 1989 wurde das Česlovas Sasnauskas-Chor-Studio am Kulturzentrum des katholischen Bistums Vilkaviškis eingerichtet. Hier lernten die Kinder singen und spielen.
1992 errichtete man eine Grundschule (1–4 Klassen) mit dem zusätzlichen Kunstunterricht am Kulturzentrums der Diözese. Damals gab es 38 Schüler. Sie wurde vom katholischen Rektor Priester Gracijus Sakalauskas geleitet.
Nach der Renovierung des Gebäudes wurden neue Fachräume für Physik, Chemie, Religion, Fremdsprachenunterricht und ein Konzertsaal, ein Spielzimmer sowie eine Bibliothek eingerichtet.
Am 25. Juni 1999 wurde die Mittelschule des Christlichen Kulturzentrums von Bistum Vilkaviškis (Vilkaviškio vyskupijos Krikščioniškosios kultūros centro vidurinė mokykla) im litauischen Register der juristischen Personen eingetragen. Im Schuljahr 2003/2004 wurde ein gezieltes künstlerisches Ausbildungsprogramm amtlich bestätigt.
Am 1. September 2007 gab es 257 Schüler und 32 Pädagogen (darunter 10 Pädagogen mit der Qualifikationskategorie Methodenlehrer und 13 Oberlehrer). Dann startete das Sekundarschulprogramm. In der 11. Klasse gab es 16 Schüler. Später gab es zwei erste Klassen, eine Vorschulerziehungsgruppe (jetzt ein Kindergarten) und eine Offene Ganztagsschule (OGS) wurden errichtet. An der Schule arbeiten seitdem nicht nur Lehrer, sondern auch eine Sozialpädagogin und eine Logopädin. Im Juni 2018 wurden 55 Mitarbeiter an der Mittelschule beschäftigt.
Am 23. Januar 2012 wurde die Sekundarschule zum Gymnasium. Seitdem trägt sie den Namen von Cäcilia von Rom, Schutzpatronin der Kirchenmusik.

## Kunstunterricht
Seit 2007 besuchen alle Schüler auch die Kunstschule des Christlichen Kulturzentrums der Diözese Vilkaviškis. Hier werden die Schüler von 11 Methodenlehrern, 7 Oberlehrern und 2 Lehrern unterrichtet. Die Kunstschule bietet Unterricht in Klavier, Chorgesang, Gesang, Violine, Cello, Flöte, Saxophon, Orgel, Musikkomposition, Kunst und Choreografie im Ballett-Studio. Es werden Programme zur Selbstdarstellung, elementaren, grundlegenden und fortgeschrittenen künstlerischen Bildung durchgeführt. Nach achtjähriger Ausbildung werden die Abschlusszeugnisse einer litauischen Kunstschule verliehen.
Am Gymnasium gibt es auch künstlerische Früherziehungsgruppen, die von Babys bis 5 Jahren sowie werdenden Müttern besucht werden.
Die Schulchöre und Ensembles von Jugendlichen, Mädchen und Jungen, Streicher-Ensemble nehmen an Stadtveranstaltungen, nationalen Wettbewerben (wie Dainų dainelė) und Festivals (wie Litauisches Liederfest) teil. Die Schulpädagogen organisieren jedes Jahr ein zweitägiges Festival der Instrumentalmusik-Ensembles von Schülern der allgemeinbildenden und nicht formalen Kinderbildungseinrichtungen von Bezirk Marijampolė, an dem mehr als 40 Ensembles verschiedener Zusammensetzung aus den Bildungseinrichtungen Marijampolė, Vilkaviškis, Kazlų Rūda, Kalvarija und Šakiai  teilnehmen.
Am Ende jedes Schuljahres findet ein Abschlusskonzert statt, es gibt eine Ausstellung, zu der Schülereltern, Lehrer und die Öffentlichkeit eingeladen werden.

## Schüler
- Marius Reklaitis, Chefdirigent und Kunstleiter der Philharmonie Marijampolė, Gründer von  „Kent Philharmonic Orchestra“, Student der Canterbury Christ Church University
- Kamilė Zaveckaitė (* 1996), Pianistin, Kunstleiterin der Philharmonie Marijampolė, Magistrandin der Universität für Musik und darstellende Kunst Wien, Studentin der Franz-Liszt-Musikakademie und Musikakademie Zagreb, Stipendiatin der Richard-Wagner-Stiftung Bayreuth